# Instituțiile Ligii Arabe
Instituțiile Ligii Arabe sunt instituțiile permanente și nepermanente ce iau decizii și oferă susținere înființate de Carta Ligii Arabe și alte tratate adoptate de la momentul înființării organizației, în 1945. 
Principalele instituții sunt:
- Consiliul Ligii Arabe;
- Consiliul Economic și Social;
- Consiliul de Apărare Colectivă al Ligii Arabe.